# Хаташ, Дисмас
Дисмас Хаташ (чеш. Dismas Hataš, нем. Dismas Hattasch; 1724—1777) — чешский композитор, скрипач.

## Биография
Родился 1 декабря 1724 года в местечке Високе-Мито, старший брат Яна Вацлава Хаташа (1727—1752).
Происходил из музыкальной семьи, чьи родственники были канторами и органистами во многих местах Чехии. Как многие чешские музыканты того времени, искал работу за границей. Стал работать в городе Гота в Тюрингии у герцога Саксен-Гота-АльтенбургскогоФридрих III. Здесь он встретился с певицей Анной Франтишкой Бенда, на которой впоследствии женился. В октябре 1751 года Хаташ стал постоянным участником (нем. Kammermusicus) камерной придворной группы, в которой позже стал концертмейстером.
В конце 1767 — начале 1768 года выступал со своей женой и коллегами по группе на четырех концертах в Нидерландах.
Автор симфоний, сонат и концертов. Дисмас Хаташ также работал преподавателем игры на скрипке, обучал игре на этом инструменте своего сына.
Умер 13 октября 1777 года в городе Гота.

### Семья
В мае 1751 года Хаташ женился на Анне Франтишке Бенда, чешской певице. В 1756 году у них родился их сын Йиндржих Криштоф (Генрих Кристоф), который продолжил музыкальную традицию своих родителей как скрипач и композитор.